# Malcolm McLaren
Pour les articles homonymes, voir McLaren.
Malcolm McLaren, né le 22 janvier 1946 à Stoke Newington (Londres) et mort 8 avril 2010 à Bellinzone (Suisse), est un homme d'affaires, producteur de disques et agent artistique britannique. Il s'est illustré dans les années 1970 en tant que manager des New York Dolls puis des Sex Pistols. Il est enterré au cimetière de Highgate à Londres.
Dès 1971, et jusqu'au début des années 1980, il a été le gérant, avec sa compagne Vivienne Westwood, de la boutique londonienne SEX située sur Kings Road. Par sa double activité d'agent artistique et de styliste, il a contribué à lancer, dans les années 1970, la musique punk et la mode punk. Il s'est par ailleurs investi dans le hip-hop durant la décennie suivante.

## Biographie
Malcolm Robert Andrew McLaren naît le 22 janvier 1946 à Stoke Newington, à Londres (Angleterre). Il est le fils de Pete McLaren, un ingénieur écossais, et d'Emmy Isaacs. Son père est parti quand il avait deux ans et il a été élevé à Stoke Newington par sa grand-mère maternelle, Rose Corre Isaacs, la fille d'un ancien riche négociant diamantaire juif portugais (séfarade). Devenu adolescent, il commence des études d'arts appliqués et se passionne très tôt pour la musique.

### Malcolm McLaren et le mouvement punk

#### 1968 - 1975: Des Beaux-arts aux New York Dolls
En 1968, Malcolm McLaren participe aux révoltes d'étudiants et se rapproche des situationnistes. Il participe aux King Mob, un groupe situationniste anglais qui tire son nom d'un mouvement insurrectionnel londonien du XVIIIe siècle. Il traduit et publie en Angleterre les écrits situationnistes avec l'aide de son ami Jamie Reid, qui deviendra plus tard son complice du militantisme punk. McLaren prône alors le détournement, stratégie situationniste consistant au renversement de l'ordre esthétique en réutilisant les slogans, les images publicitaires ou encore les campagnes de marketing pour créer une nouvelle œuvre portant un message différent, opposé au message original.
Le détournement prend alors autant d'importance pour Malcolm McLaren que son amour de la pop, et il devient un grand admirateur de Guy Debord et Andy Warhol. Avec sa compagne, la styliste Vivienne Westwood, il se lance, dans une boutique londonienne de King's Road : SEX, dans le commerce des symboles de la sous-culture : du look recherché des Teddy boys aux perversions de l'underground du sexe. Malcolm McLaren recherche le succès, et devient donc manager des New York Dolls en 1974, groupe phare de la scène protopunk. Le groupe frappe par son look et ses attitudes extravagantes, notamment à cause des svastikas, et autres symboles nazis que les membres arborent sur scène. Après s'être lié d'amitié avec Jean-Charles de Castelbajac, il emmène le groupe à Paris pour deux concerts mémorables, au Bataclan et à l'Olympia. Il rencontre alors Jean-François Bizot, jeune fondateur du journal Actuel.
Malcolm McLaren se met en tête de relancer la carrière des New York Dolls, et en 1975, fait du groupe une véritable garde rouge du protopunk : les membres sont vêtus d'uniformes rouges, sur fond de drapeaux frappés de la faucille et du marteau et de slogans de la révolution culturelle chinoise.

#### 1976 - 1979: La période Sex Pistols
Vers le milieu de 1975, McLaren conseilla Paul Cook et Steve Jones en les présentant à son employé du magasin, le bassiste Glen Matlock, et en les persuadant d'expulser le guitariste / chanteur Wally Nightingale. L’associé de McLaren, Bernie Rhodes (futur manager de the Clash) aurait repéré un remplaçant chez un autre client, John Lydon, changeant son nom pour Johnny Rotten et qui trouva le nom des Sex Pistols.

### Malcolm McLaren et le hip-hop
En 1998, McLaren publie Buffalo Gals Back To Skool (Virgin Records), un album qui regroupe les artistes hip-hop Rakim, KRS-One, De La Soul et le producteur Henri Scars Struck, revisitant les pistes de l'album original Duck Rock. Cette année-là, il crée également un groupe appelé Jungk. Ce projet n'a pas été un succès commercial. À peu près à la même époque, il a publié un titre intitulé The Bell Song, disponible dans une variété de remixes.
Malcolm MacLaren meurt le 8 avril 2010 d'un cancer de la plèvre. Sa tombe porte l'épitaphe : « Mieux vaut un échec spectaculaire qu'un succès anodin » (Better a spectacular failure, than a benign success).

## Discographie

### En tant que producteur
- 1982 : Bow Wow Wow
- 1993 : Bow Wow Wow - Girl Bites Dog : Your Compact Disc Pet

### En tant qu'interprète

#### Albums
- 1983 : D'ya Like Scratchin'
- 1983 : Duck Rock (avec The World's Famous Supreme Team)
- 1984 : Fans
- 1984 : Would You Like More Scratchin' (avec The World's Famous Supreme Team)
- 1985 : Swamp Thing
- 1989 : Waltz Darling (avec The Bootzilla Orchestra)
- 1990 : World Famous Supreme Team Show
- 1990 : Round The Outside! Round The Outside! (avec The World's Famous Supreme Team)
- 1994 : Paris
- 1996 : The Largest Movie House in Paris
- 1998 : Buffalo Gals Back To Skool
- 2005 : Tranquilize
- 2009 : Shallow - Musical Paintings

#### Singles
- 1979 : You Need Hands
- 1982 : Buffalo Gals
- 1983 : Double Dutch
- 1983 : Duck For The Oyster
- 1983 : Soweto
- 1983 : Hobo Scratch
- 1984 : Madam Butterfly
- 1984 : Carmen
- 1986 : Duck Rock Cheer
- 1989 : Deep In Vogue
- 1989 : House Of The Blue Danube (avec The Bootzilla Orchestra)
- 1990 : Call A Wave
- 1991 : Magic's Back (Theme From 'The Ghosts Of Oxford Street')
- 1994 : Paris Paris (en duo avec Catherine Deneuve)
- 1994 : Revenge Of The Flowers (en duo avec Françoise Hardy)
- 1998 : The Bell Song (Remixes)

## Filmographie

### Comme réalisateur
- 1982 : Buffalo Gals (clip)
- 1991 : The Ghosts of Oxford Street (téléfilm) - également scénariste

### Comme acteur
- 1980 : La Grande Escroquerie du Rock'n'roll (The Great Rock 'n' Roll Swindle) de Julien Temple : The Embezzler (« l'escroc »)
- 1991 : The Ghosts of Oxford Street (téléfilm) de lui-même : le narrateur (voix)
- 2006 : Le foot, c'est de l'art (The Art of Football from A to Z) (téléfilm documentaire) de Hermann Vaske : lui-même

### Comme producteur
- 2006 : Fast Food Nation de Richard Linklater

## Dans la culture
- 1986 : Sid et Nancy d'Alex Cox - Malcolm McLaren est interprété par David Hayman
- 2022 : Pistol (mini-série) de Danny Boyle - Malcolm McLaren est interprété par Thomas Brodie-Sangster